# Aboño
Aboño es una aldea de la parroquia de Carrió, en el concejo asturiano de Carreño, que tiene una población de 38 habitantes. Tiene un alto carácter industrial, marcado por la Central térmica de Aboño (del grupo Hidrocantábrico), el Parque de Carbones o la Fábrica de Cementos, de la empresa Tudela Veguín. Estas empresas encuentran en Aboño una cercanía al puerto gijonés de El Musel y a la siderurgia de Arcelor Mittal de Veriña que resultan claves, como demuestra la utilización de gases excedentes de Arcelor por parte de la central térmica.
Es sede de la Cultural y Deportiva de Aboño, fundada en 1929, uno de los clubes más antiguos del fútbol asturiano actualmente milita en la Primera Regional.